# Amblyoproctus chalumeaui
Amblyoproctus chalumeaui är en skalbaggsart som beskrevs av S. Endrödi 1977. Amblyoproctus chalumeaui ingår i släktet Amblyoproctus och familjen Dynastidae. Inga underarter finns listade i Catalogue of Life.